# 勞赫科費爾山 (蓋爾塔爾阿爾卑斯山脈)
46°47′57″N 12°46′56″E / 46.79917°N 12.78222°E

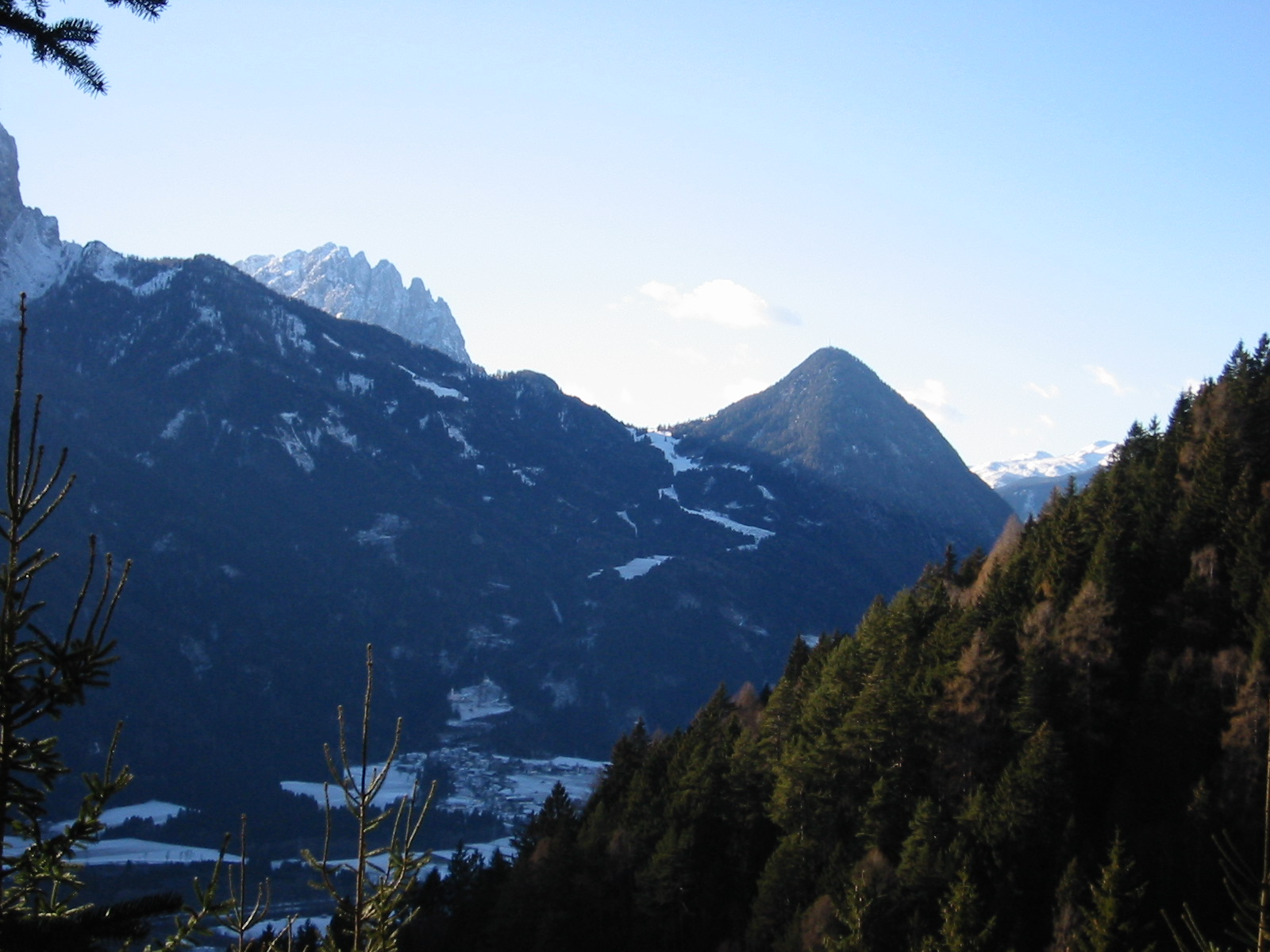

勞赫科費爾山（德語：Rauchkofel），是奧地利的山峰，位於該國西部，由蒂羅爾州負責管轄，屬於蓋爾塔爾阿爾卑斯山脈的一部分，海拔高度1,910米，每年平均降雨量2,138毫米。